# Andy Secrest

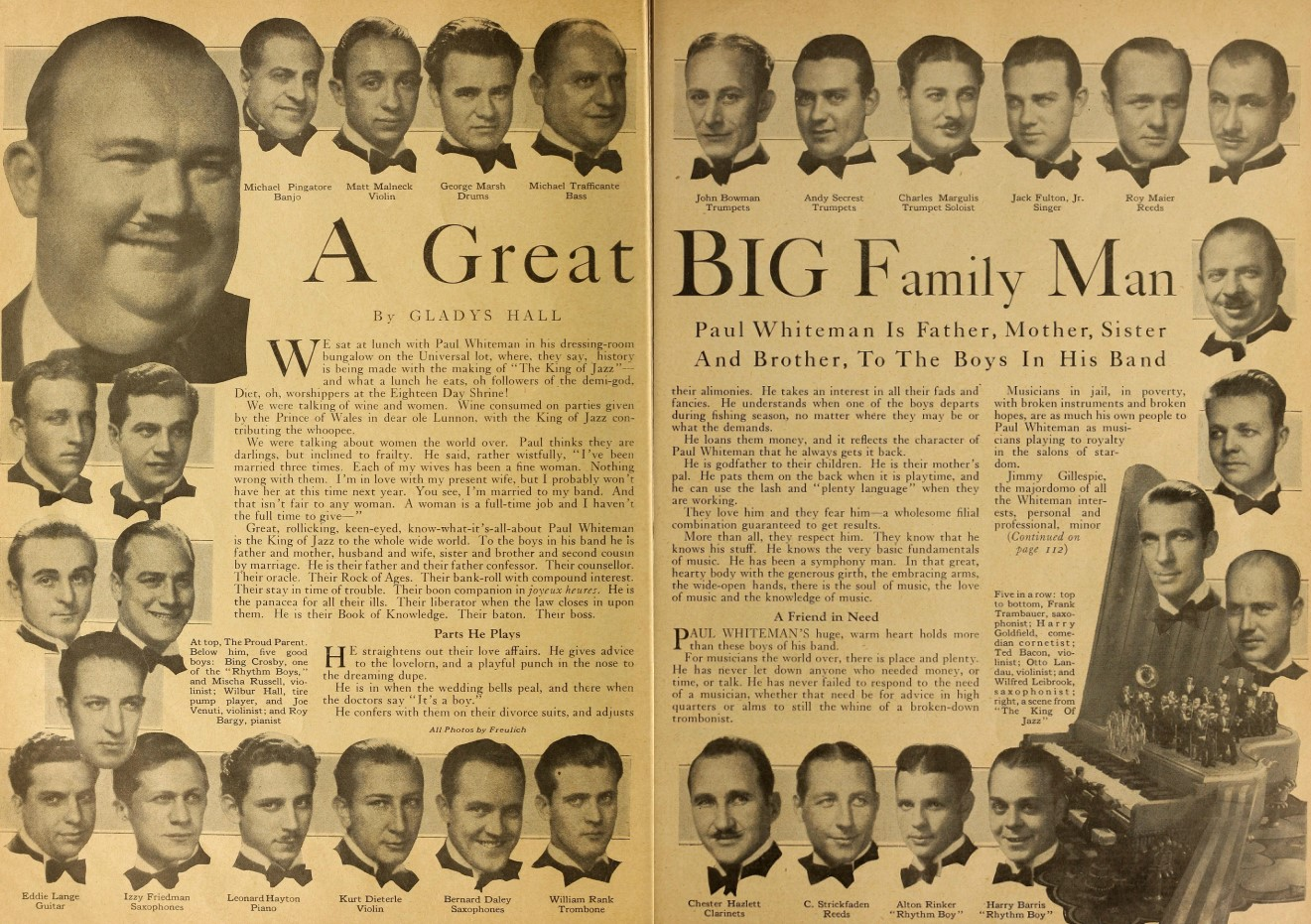
Paul Whiteman Orchestra, 1930

Andy Secrest (* 2. August 1907 in Muncie (Indiana); † 31. August 1977 in Kalifornien) war ein US-amerikanischer Jazz-Trompeter und Kornettist.
Andy Secrest begann seine Musikerkarriere 1925 im Staat Indiana. Er wirkte 1927 an der „Stardust“ Session des Emil Seidel Orchestra und Hoagy Carmichael für das Label Gennett Records mit. Anschließend wurde er in Detroit Mitglied im Jean Goldkette Orchestra, mit dem er einige Schallplattenseiten einspielte und sowohl Trompete als auch Kornett spielte. Auf Goldkettes Empfehlung spielte er an der Stelle von Bix Beiderbecke im Paul Whiteman Orchester, als der Trompeter wegen Alkoholismus im Februar 1929 aussetzen musste. Als Bix Beiderbecke in die Gruppe zurückkehrte, spielten beide gemeinsam in der Whiteman-Band und in einem kleineren Ensemble, das von Frankie Trumbauer geleitet wurde. Secrest galt als solider Solist in den mittleren Registern und guter Ensemblespieler. Er verließ 1932 die Whiteman-Band, spielte im Orchester von Ted Weems und arbeitete anschließend in Kalifornien, wo er bis in die 1950er Jahre als Studiomusiker in Hollywood in Schallplatten, Radio- und Filmproduktionen tätig war, u. a. für Victor Young. Danach verließ er das Musikgeschäft und betätigte sich als Immobilienmakler. Im Laufe seiner Karriere wirkte er auch an Aufnahmen mit Mildred Bailey, Bing Crosby, Anita O’Day und Joe Venuti mit.